# Låtar från Dala-Floda, Enviken & Ore
Låtar från Dala-Floda, Enviken & Ore är ett musikalbum med Nils Agenmark, Pontus Berggren, Pål Olle, Alm Nils Ersson och Olof Tillman, utgivet 1997 av Caprice Records. Skivan är ett samlingsalbum där två stycken LP-utgåvor ingår: Låtar från Enviken och Ore (1972) och Låtar från Dala-Floda (1983). På första utgåvan, Låtar från Enviken och Ore, spelar Agenmark, Berggren, Pål Olle och Ersson och andra skivan, Låtar från Dala-Floda, består av solospel av Olof Tillman men även låtar där Olof spelar tillsammans med sönerna Nils och Olle Tillman.
Bland låtarna från Enviken är det framför allt låtar efter Vilhelm Hedlund och låtarna från Ore är mestadels efter Timas Hans Hansson, som i sin tur har de efter sin läromästare Hans Dalfors.

## Låtlista
Alla låtar är traditionella.

### Låtar från Enviken och Ore

#### Sida 1
1. "Polska efter Petter i Ala" – 2:21
2. "Gånglåt" – 1:45
3. "Polska efter morfadern" – 2:13
4. "Vals efter farfadern" – 1:52
5. "Skänklåt till spelman efter Wilhelm Backlund i Lamborn" – 1:47
6. "Polska efter morfadern" – 1:40
7. "Brudmarsch efter farfadern" – 1:48
8. "Vals" – 2:10
9. "Polska" – 2:14

#### Sida 2
1. "Gånglåt efter Dalfors" – 1:46
2. "Polska efter Dalfors" – 2:26
3. "Polska" – 1:54
4. "Vals efter Dalfors" – 1:14
5. "Polska" – 1:45
6. "Polska efter Dalfors" – 2:53
7. "Polska efter Dalfors" – 2:07
8. "Brudmarsch efter Dalfors" – 2:13
9. "Polska efter Djäken Anders Andersson 'Pisten'" – 1:55
10. "Polska efter Stor Matts Skiva" – 1:58
11. "Vals efter 'Pisten'" – 2:15

### 1997 års CD-utgåva: "Låtar från Dala-Floda, Enviken & Ore"

#### Låtar från Enviken
1. "Polska efter Petter i Ala" – 2:23
2. "Gånglåt" – 1:43
3. "Polska efter Vilhelm Hedlund" – 2:12
4. "Vals efter Vilhelm Hedlund" – 1:52
5. "Skänklåt till spelman efter Wilhelm Backlund i Lamborn" – 1:47
6. "Polska efter Vilhelm Hedlund" – 1:40
7. "Brudmarsch efter Vilhelm Hedlund" – 1:47
8. "Vals efter Vilhelm Hedlund" – 2:10
9. "Polska efter Vilhelm Hedlund" – 2:13

#### Låtar från Ore
1. "Gånglåt efter Dalfors" – 1:46
2. "Polska efter Dalfors" – 2:26
3. "Polska" – 1:53
4. "Vals efter Dalfors" – 1:13
5. "Polska efter Timas Hans" – 1:45
6. "Sammeles Annas brudpolska efter Dalfors" – 2:53
7. "Toknacken, polska efter Dalfors" – 2:07
8. "Brudmarsch efter Dalfors" – 2:13
9. "Polska efter Djäken Anders Andersson 'Pisten'" – 1:54
10. "Polska efter Stor Matts Skifva" – 1:57
11. "Vals efter Pisten" – 2:14

#### Låtar från Dala-Floda
1. "'Ja, vem skall denna skålen tillhöra', skänklåt till brud och brudgum" – 1:20
2. "'Herre from, herre ung, öppna på din penningpung', skänklåt till spelman" – 1:18
3. "Skullbräddleken" – 0:56
4. "Kringelpolska efter Isakes Olof Olsson" – 1:33
5. "Kringelpolska efter Isakes Olof Olsson" – 0:42
6. "Polska efter Isakes Olof Olsson" – 1:24
7. "Floda brudmarsch efter Isakes Olof Olsson" – 1:38
8. "'Här är den som int' är lessen', Godspig Kistis polska efter Isakes Olof Olsson" – 1:11
9. "Trestegsvals efter Isakes Olof Olsson" – 1:49
10. "Huppleken (Olof Tillman berättar för Matts Arnberg):" – 9:10
  1. "Karl-Johans gånglåt" – 0:45
  2. "Hupplek" – 0:34
  3. "Matteses Olars Pers polska" – 0:42
  4. "'Sutti suln ô sutti sej', kringellek" – 1:00
  5. "Matteses Olars Pers polska" – 0:40
  6. "'Aldrig blir den bruden jungfru mera'" – 0:40
  7. "'Vi ska dansa, vi ska sjunga', bröllopspolska" – 0:52
11. "Gånglåt ("Solskenslåten" och den melodi som sedermera Karl-Erik Forsslund använde som underlag till "Kullerullvisan")" – 2:44
12. "Soldatpolskan efter Isakes Olof Olsson" – 1:21
13. "Isakes Olars marsch" – 2:57
14. "Olof Tillman berättar för Matts Arnberg om sitt besök hos Anders Zorn i Mora och mötet med folkmusikupptecknaren Nils Andersson" – 2:30

Total tid: 72:56

## Medverkande
- Låtar från Enviken & Ore:
  - Nils Agenmark – fiol
  - Pontus Berggren – fiol
  - Pål Olle – fiol
  - Alm Nils Ersson – altfiol
- Låtar från Dala-Floda:
  - Olof Tillman – fiol
  - Nils Tillman – fiol (30-39)
  - Olle Tillman – fiol (37-39)